# Armenska katolička Crkva
Armenska katolička Crkva (arm. Հայ Կաթողիկե Եկեղեցի, Hay Kat'oġikē Ekeġec'i) je jedna od 23 Istočne katoličke Crkve sui iuris (po svom pravu) u zajedništvu s drugim Crkvama istočnog obreda te u punom zajedništvu s rimskim papom kojeg priznaje za poglavara. Armenska katolička Crkva je regulirana Istočnim kanonskim pravom, odnosno Zakonikom kanona istočnih Crkava.
Na čelu Armenske katoličke Crkve nalazi se katolikos, patrijarh Cilicije, a stolna crkva je Katedrala sv. Ilije i sv. Grgura Prosvjetitelja u Beirutu, u Libanonu.

## Povijest
Nakon prekida Armenske apostolske Crkve s Crkvama Kalcedonskoga sabora pojedini armenski biskupi pokušali su stupiti u zajedništvuo s Katoličkom Crkvom.
Jedan od prvih dodira bili su kontakti križara i cilicijskih armenskih vladara u 11. i 12. stoljeću. Godine 1198. dolazi do potpisivanja unije između određenog dijela armenskoga svećenstva, vladara cilicijskoga armenskoga kraljevstva i predstavnika Katoličke Crkve. Uniju nije poduprlo nekoliko biskupa u armenskoj Ciliciji te Armenska apostolska Crkva izvan Cilicije. Uniaj je potrajala do pada cilicijske prijestolnice Sis, 1375. godine.
Drugi pokušaj zbližavanja bio je na Ekumenskom saboru u Firenci (1439.). Papinskom bulom Eugena IV., 22. studenog 1439., „Exultate Deo”, obnovljena je unije s Armenskom apostolskom Crkvom. Ipak, bula nije dala konkretna rješenja, ali je poslužila kao osnova za utemeljenje buduće Armenske katoličke Crkve.
Godine 1320. započinje misijska djelatnost dominikanaca i franjevaca među Armencima kada oni organiziraju armenske redovničke „unijatske bratovštine”. Kasnije se na Bliskom istoku stvaraju razne armenske katoličke zajednice. Tako se osniva Kongregacija mehitarista u Carigradu (1710.) i Red sv. Antuna u Libanonu (1715.).
Godine 1740. papa Benedikt XIV. određuje Abrahama Petra I. za patrijarha Cilicijske Armenije. Dvije godine kasnije službeno je ustanovljena Armenska katolička Crkva. Papa Pio VIII. uspostavlja 1830. katoličku nadbiskupiju za armenske katolike u Osmanskom Carstvu. Godine 1831., Osmansko je Carstvo, pod pritiskom Francuske, proglasilo slobodu djelovanja Armenske katoličke Crkve.
Godine 1833. u Rimu je osnovan Armenski kolegij. Tijekom genocida nad Armencima u Osmanskom Carstvu ubijeno je, osim predstavnika Armenske apostolske Crkve, više od 30 tisuća armenskih katolika. Tada je od prijašnjih 20 biskupija ostalo samo 3, od 156 crkava ostalo ih je oko 30. U to je vrijeme ubijeno 107 katoličkih svećenika, nekoliko biskupa te 45 redovnica.
Godine 1928. patrijarhat je premješten u Libanon (Beirut), a Carigradu se daje status nadbiskupije. Uoči Drugoga svjetskog rata u SSSR-u zatvorene su sve armenokatoličke crkve. Oko sedamdesetorica svećenika je strijeljana ili prognana u logore.

## Liturgija i obredi
Crkva pripada skupini Katoličkih Crkava istočnog obreda i koristi armenski obred i armenski jezik u svojoj liturgiji. Armenski obred također koristi i Armenska apostolska Crkva te značajan broj istočnih katoličkih kršćana u Republici Gruziji. Za razliku od Crkvi bizantskog obreda, u armenskom su crkve obično bez ikona i imaju zavjesu koja odvaja svećenika i oltar od ljudi tijekom liturgije.

## Brojnost
Armenska katolička Crkva je podijeljena na arheparhije, eparhije, apostolske egzarhate, ordinarijate za vjernike istočnog obreda i patrijarhalne egzarhate, od kojih svaka ima funkcije slične biskupiji.
Armenska katolička patrijaršija u Ciciliji je vrhovni autoritet Armenske katoličke Crkve. Trenutni katolikos patrijarh Krikor Bedros XX. Gabroyan.
Popis sljedbenika Armenske katoličke Crkve.
| Biskupija                                                         | 1990.          | 2000.   | 2015.   |
| ----------------------------------------------------------------- | -------------- | ------- | ------- |
| Beirutska arheparhija, Libanon                                    | 15 000         | 12 000  | 12 500  |
| Alepska arheparhija, Sirija                                       | 15 000         | 17 000  | 10 000  |
| Bagdadska arheparhija, Irak                                       | 2200           | 2000    | 1700    |
| Istanbulska arheparhija, Turska                                   | 3700           | 3680    | 3100    |
| Lvivska arheparhija, Ukrajina                                     | /              | /       | 0       |
| Ispahanska eparhija, Iran                                         | 2200           | 2200    | 200     |
| Aleksandrijska eparhija, Egipat                                   | 1500           | 1287    | 6500    |
| Kamichliska eparhija, Sirija                                      | 4303           | 4000    | 2500    |
| Newyorška eparhija Naše Gospe od Narega, SAD i Kanada             | 34 000         | 36 000  | 36 000  |
| Pariška eparhija, Francuska                                       | 30 000         | 30 000  | 30 000  |
| Buenosaireska eparhija sv. Grgura iz Nareka, Argentina            | osnovana 1989. | 16 000  | 16 600  |
| Latinska Amerika i Meksiko (apostolski egzarhat)                  | 30 000         | 12 000  | 12 000  |
| Atena (ordinarijat za Grčku), Grčka                               | 650            | 600     | 200     |
| Gherla (ordinarijat za Rumunjsku), Rumunjska                      | /              | 1000    | 656     |
| Gjumri (ordinarijat za Istočnu Europu), Armenija                  | osnovan 1991.  | 220 000 | 600 000 |
| Damask (patrijarhalni egzarhat), Sirija                           | 9000           | 8000    | 4500    |
| Amman i Jeruzalem (patrijarhalni egzarhat), Izrael i Sveta Zemlja | /              | 280     | 500     |
| Ukupno                                                            | 142 853        | 362 047 | 736 956 |

### Članci
- Bagdasarov, Artur. 2017. Kratak pregled povijesti Armenske Katoličke Crkve. Crkva u svijetu. Sveučilište u Splitu - Katolički bogoslovni fakultet. Split. 52 (1): 89–100

## Vanjske poveznice
- Službene stranice Armenske katoličke Crkve